# 성진제강련합기업소
성진제강련합기업소(城津製鋼聯合企業所)는 함경북도 김책시에 있는 공장으로 처음에는 북한의 특수강 공장으로 발달을 하였고 원명은 성진 고주파 공장이다. 주요 생산 물품은 특수강과 합금강, 소철 레일과 쇠밧줄등 2차 가공 제품을 생산 하고 있다. 

## 개요[1]
전후 복구와 더불어 설비 확충을 통하여 1950년대 중반에 일산 5톤급 전기로 10기를 보유하였고 50년대 말부터는 연산 20만 톤급 압연 직장을 가동하였다. 
1960년대들어 기존 전기로를 5톤에서 10톤으로 개조하고 제1 중판 공장과(연산 10만톤 공정 수준) 제 2중판 공장(연산 8만톤 공정 수준) 구 연신 공장(연산 6천 톤 수준) 신연신 공장(연산 6.5천톤 수준)을 건설 하였다.
1970년대에 일산 5톤급 전기로 2기와 10톤급 전기로 3기와 30톤급 전기로 4기를 증설하여 총 20기의 전기로를 새로 완비 하였고 연간 44만 톤의 제강 능력을 갖추게 되었고 이와 함께 12기의 회전로도 완비 하게 되었다. 
1980년대 들어 코크스의 어려움으로 비콕스 제철법을 완비하라는 김정일의 명령에 의하여 삼화철 공법을 완비하여 철광석과 무연탄과 시멘트를 바인더로 뭉쳐서 회전로로 돌리는 삼화철 공법을 완비하였고 1983년에 4기의 회전로에 제강 공정을 완비하였고(연산 48만톤 공정 수준) 일산 50톤급 전기로도 2기를 갖추게 되었다. 
이후 규소 강판 생산 공정과 볼수강 생산 공정과 박판 생산 공장도 갖추게 되었다.
결국 고난의 행군으로 연료난에 휩싸이자 결국 삼화철 공법을 한층더 업그레이드 하는 주체철 공정을 시작하게 된 원인 이었다.
1996년까지도 공장 가동 정상화를 위하여 노력이 진행되었으나 뜻대로 되지 않고 이에 김정일이 방문하여 강재 생산 정상화를 촉구하였고 결국 프로젝트 명을 성강의 봉화라는 명으로 가동을 정상화하기 위한 노력을 진행하였다.
결국 개건 현대화를 시작하는 강행군이 시작하였는데 전기로를 새로 개건하였고 강철 1호 공장과 2호 전기로 그리고 강철 3호 공장을 전기로 1기를 완전히 새로 제작하였고 고압관 열처리 공정을 컴퓨터화하였으며 거푸집을 새로 개건하는 생산 공장을 새로 건설 하였으며 2004년에 대형 산소 분리기 공장을 새로 건설 하였고 2005년에는 초고전력 제강 공정을 완성하도록 독려 하였으며 1호 조강 공장을 유도 가열로를 자체적으로 만들어 대형 강재도 가열 하게 됨으로 압연 강재 생산을 1.5배 늘리게되는 원인을 가져왔다.
2007년에는 3호 강철 공장에 초고전력 전기로와 정련로, 연속조괴설비를 장비하여 용해 시간 단축과 강재의 질 재고를 이룩 하였다.
9월에는 연속 조괴 공정과 산소 분리기등 주요 공정을 컴퓨터화 하여 CNC화를 완비하는 데 성공하였고 생산 지휘 체계를 완성하였다.

## 주체철 생산 공정[6]
김정일은 1998년 성진제강련합기업소를 현지지도를 하여 결국 가동이 정지된 제강소를 보면서 절망을 하였고 특히 국내 원료에 의한 철강 생산 방법을 연구하라고 지시를 내렸다는 것을 알수가 있었다.
그리하여 결국 용선 생산을 우리식대로 하자는 결심에 따라 주체철 연구 생산 집단을 만들고 5.17 공장을 신설하여 이론상 코크스 배합을 실현하면서 자철광과 무연탄을 기초 연료로 삼는 계기가 되었고 특히 팽윤토를 점결제로 활용하는 계획을 세웠고 특히 회전로의 냉각 절차를 생략한 산소 용융으로 용선 생산을 하자는 계기를 삼게 되었음을 알수가 있었다.
그러나 이공법은 실패를 연속으로 하였으며 국내 기술로 활용할 수 없는 인식이 쌓여갔음을 알수가 있었고 특히 결국 젖은 물가마니를 쓰고 특히 불속으로 뛰어들었음을 알수가 있었다는 것이고 거기서 문제점을 발견을 하였음을 알수가 있다는 것이다.
실패를 통한 학습으로 2004년 50%의 코크스 배합 사용 공법을 달성을 하여 산화 배소 구단광을 만들게 되었음을 알수가 있었다는 것이다.
하지만 결국 60%로 실수율이 떨어지고 특수강을 생산하여 수출을 하여야 하는데 품질이 떨어지는 등 결국 원점으로 돌려서 개발을 다시 하여야만 할 수 밖에 없었다.
결국 산소 용융 방법을 채택하기로 하고 특히 실험 공장에서 6kg의 산소를 주입하여 2kg의 용선을 출선하는데 성공하자 결국 공업로 도입을 추구하였음을 알수가 있었다.
성진제강련합기업소에서도 특히 공장이 책임지겠다는 각오와 함께 실험을 계속하자고 하였고 특히 점결제 무사용과 함께 저질 석탄으로 기술 경제 지표를 개선하는데 성공을 거두었다.
하지만 회전로가 계속 폭발하자 방법이 없던 한 박사가 결국 용융로 안에 들어가서 결국 폭발의 문제점을 발견하고 거기서 문제점을 해결하기 시작을 하였다.
결국 2009년 11월 23일 조선민주주의인민공화국은 결국 코렉스 제철법을 활용하여 회전로와 산소 용융로를 배합한 용선을 출선하는데 성공을 거두어 국제 특허에 등록하는데 성공하고 특히 김정일의 현지지도에 다시 회전로 및 산소 용융로와 정련로를 통하여 출선을 보고 몹시 기뻐하여 투자를 아끼지 않겠다는 뜻을 밝혔다.
그리고 거기서 성공한 사람들에게 전부 훈장과 포상을 내렸고 평양으로 참관 기회를 주었다. 

## 평가

### 제철 공업의 국산화
조선민주주의인민공화국은 고철의 부족함으로 인하여 결국 주체철을 통한 제강 과정을 추진하고 있어서 청진제강소의 입철 방식의 구단광을 통하여 제강을 하고 있다.
하지만 결국 이물질이 회전로에 겹침으로써 결국 개건 현대화를 계속 해야 하는 단점이 존재하여 결국 성진제강련합기업소와 김책제철련합기업소 그리고 황해제철련합기업소 방식으로 추진을 하게 되었다.
이때 성진제강련합기업소가 2009년 코렉스 공법의 회전로 제철 방식을 성공시켜서 성진제강련합기업소와 보산제철소에 6기의 회전로 제철 방식을 토입하여 72만 톤 규모의 코렉스 회전로 제철 방식으로 용선을 출선하고 있다.
역시 황해제철련합기업소도 1999년에 성공을 하였지만 결국 2015년까지 가동이 중지가 되어 결국 김정일이 현지지도를 왔을 때 문제점을 보고를 올린 뒤 투자를 하여 결국 문제점을 2016년에 해결하고 2016년 1월 1일 출선에 성공하여 결국 이 방법을 순천화학련합기업소와 김책제철련합기업소에 보완을 하여 순천에는 18만 톤의 연산 단위를 김책에는 30만 톤의 연산 단위를 제작하여 결국 66만 톤의 산소열법 용광로를 출선하며 제철을 하고 있다.
국산화가 된 제철 방식으로 생산한 강재는 우선적으로 군수공업이나 건설 현장으로 우선 공급하고 나머지 부족분은 중국이나 러시아로부터 들여온 고철을 들여와 제강과정으로 거친 강재로 개건 현대화를 하고 있다.
이것으로 거친 제강 과정은 대부분 자체 자금으로 고철을 사서 황해제철련합기업소나 김책제철련합기업소 혹은 성진제강련합기업소에 위탁하여 생산을 맡기는 형식으로 하고 있다.